# HMS Inconstant (H49)
L'HMS Inconstant va ser un destructor de classe I construït per a l'Armada turca, però va ser comprat per la Royal Navy el 1939.

## Descripció
Els vaixells de classe I eren versions millorades de la classe H anterior. Desplaçaven 1.370 tones llargues (1.390 t) amb càrrega estàndard i 1.888 tones llargues (1.918 t) amb càrrega profunda. Els vaixells tenien una longitud total de 323 peus (98,5 m), una mànega de 33 peus (10,1 m) i un calat de 12 peus i 6 polzades (3,8 m). Estaven accionats per dues turbines de vapor Parsons, cadascuna impulsava un eix de l'hèlix, utilitzant vapor proporcionat per tres calderes de tres tambors Adlmiralty. Les turbines desenvolupaven un total de 34.000 cavalls de potència (25.000 kW) i estaven destinades a donar una velocitat màxima de 35,5 nusos (65,7 km/h; 40,9 mph). Els vaixells transportaven prou fuel per donar-los una autonomia de 5.500 milles nàutiques (10.200 km; 6.300 milles) a 15 nusos (28 km/h; 17 mph). La seva tripulació comptava amb 145 oficials i mariners.
Els vaixells turcs van muntar quatre canons Mark IX de 4,7 polzades (120 mm) en muntatges individuals, designats "A", "B", "X" i "Y" de proa a popa. Mentre estava en construcció, el seu armament antiaeri (AA) es va augmentar amb un únic canó AA de 12 lliures (3 polzades (76 mm)) que va substituir el conjunt de tubs de torpedes de popa previst . A més, el parell de muntatges quàdruples previst per a la metralladora Vickers Mark III de 0,5 polzades es va substituir per un parell de canons lleugers AA Oerlikon de 20 mil·límetres (0,8 polzades). Estaven equipats amb un únic tub de torpede quàdruple sobre l'aigua al mig del vaixell per a torpedes de 21 polzades (533 mm). Es van instal·lar un bastidor de  càrregues de profunditat i dos llançadors per a 35 càrregues de profunditat. Els vaixells turcs estaven equipats amb el sistema de detecció de so ASDIC per localitzar submarins sota l'aigua i un radar de recerca tipus 286.

## Construcció i carrera
A l'Inconstant se li va posar la quilla com a TCG Muavenet per a la Marina Turca per Vickers Armstrong a la seva drassana Barrow-in-Furness el 24 de maig de 1939, comprat el setembre de 1939 per la Royal Navy, avarat el 24 de febrer de 1941 i posat en servei el 24 de gener de 1942.
Va participar en l'assalt a Madagascar el maig de 1942 i va atacar i enfonsar els submarins alemanys U-409 al nord-est d'Alger el 12 de juliol de 1943 i l'U-767 mentre estava en companyia dels destructors Fame i Havelock al canal de la Mànega, al sud-oest de Guernsey el 18 de juny de 1944.
L'Inconstant va ser retornat a Turquia el 9 de març de 1946 i rebatejat com a Muavenet .
Va ser descartat el 1960.